# جيمس ك. رينولدز
جيمس ك. رينولدز (بالإنجليزية: James C. Reynolds)‏ هو سياسي أمريكي، ولد في 17 يوليو 1849، وتوفي في 4 سبتمبر 1933. حزبياً، نشط في الحزب الجمهوري. وقد انتخب عضو جمعية ولاية ويسكونسن وانتخب عضو مجلس ولاية ويسكونسن.